# Wasserdost-Goldeule
Die Wasserdost-Goldeule (Diachrysia chryson), auch Wasserdost-Höckereule genannt, ist ein Schmetterling (Nachtfalter) aus der Familie der Eulenfalter (Noctuidae).

## Merkmale

### Falter
Mit einer Flügelspannweite von 44 bis 55 Millimetern zählt die Nominatform Diachrysia chryson chryson zu den auffallend großen Arten aus der Unterfamilie der Goldeulen. Die Vorderflügel sind dunkelbraun bis violettbraun gefärbt, mit einer leichten Aufhellung vor dem Außensaum. Ein großer, glänzend golden schimmernder, eckiger, saumwärts sich verbreiternder Fleck ist charakteristisch für die Art und macht sie unverwechselbar. Die Hinterflügel sind gelblichbraun gefärbt und haben eine undeutliche Mittellinie und einen leicht verdunkelten Außensaum. Am Kopf der Falter befindet sich ein dichtes Haarbüschel. Der Körper ist pelzig behaart und besitzt weitere kleinere Haarbüschel. Die ssp. deltaica zeigt ein insgesamt blasseres Erscheinungsbild und erreicht nur eine  Flügelspannweite von 40 bis 42 Millimetern.

### Raupe, Puppe
Erwachsene Raupen sind von grüner Farbe. Sie haben eine dunkle, weiß gesäumte Fleckenlinie auf dem Rücken sowie weißliche Seitenstreifen und weitere schräge weiße Streifen und Stigmen. Auf der schwarz gefärbten Puppe heben sich die blassgrünen Flügelscheiden ab.

### Ähnliche Arten
Diachrysia coreae ähnelt der ssp. deltaica, die jedoch in den Randgebieten des Donaudeltas lebt, während coreae in Ostasien heimisch ist und es somit keine geographische Überlappung gibt.

## Geographische Verbreitung und Lebensraum
Die Nominatform der Wasserdost-Goldeule kommt in Südengland, weiten Teilen Mitteleuropas, in Nord-Spanien und weiter östlich bis nach Japan vor. In Deutschland findet man sie hauptsächlich in westlichen und südlichen Bundesländern, im Norden ist sie selten oder fehlt gänzlich. In den Alpen steigt bis auf eine Höhe von etwa 1200 Metern. Die Art bevorzugt feuchte Gegenden, wie zum Beispiel Moor- und Ufergebiete.

## Lebensweise

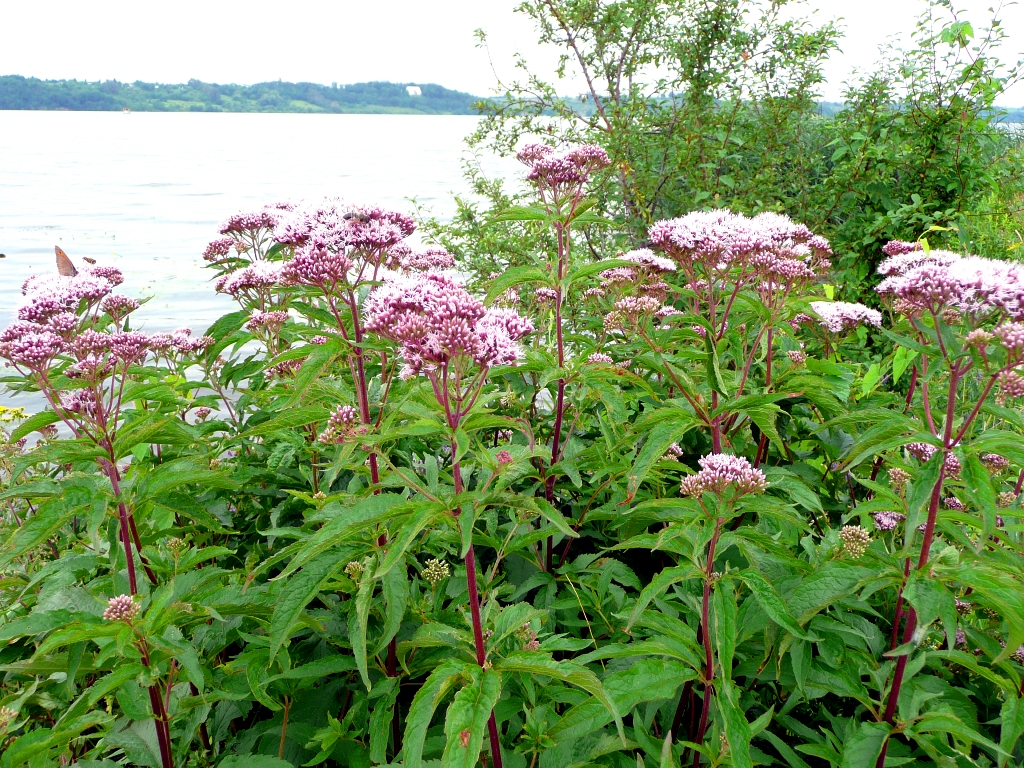
Gewöhnlicher Wasserdost, eine Nahrungspflanze der Raupen

Die Falter sind dämmerungs- und nachtaktiv. Sie fliegen auch künstliche Lichtquellen an und sind zuweilen saugend an den Blüten von Gewöhnlicherm Seifenkraut (Saponaria officinalis) oder Gewöhnlicherm Natternkopf (Echium vulgare) zu finden. Die Weibchen legen die Eier an der Futterpflanze ab, aus denen im Herbst die Raupen schlüpfen und sich dann bevorzugt von den Blättern von Gewöhnlicherm Wasserdost (Eupatorium cannabinum) oder Klebriger Salbei (Salvia glutinosa) ernähren. Sie überwintern und verpuppen sich überwiegend Anfang Juni des folgenden Jahres in einem leichten Gespinst zwischen Blättern der Futterpflanze. Hauptflugzeit der Falter sind die Monate Juni bis August. In den Südalpen und im Donaudelta tritt auch eine zweite Generation auf, die bis in den Oktober hinein fliegt.

## Gefährdung
In Deutschland wird die Wasserdost-Goldeule auf der Roten Liste gefährdeter Arten auf der Vorwarnliste (Kategorie V) geführt.